# Victor Emanuel van Thienen
Victor Emanuel van Thienen (Padang, 30 juni 1856 – Velp, 23 augustus 1928) was een Nederlands organist.
Hij was zoon van Luitenant-kolonel Geneeskundige Dienst en arts te Batavia Gijsbertus Johannes van Thienen en Paulina Henriette Joanna Geertruida van der Jagt. Hijzelf bleef vermoedelijk ongehuwd. Zijn broer Willem van Thienen was eveneens musicus.
Hij, blind geboren, verloor reeds op achtjarige leeftijd zijn vader. Moeder en kinderen vertrokken daarop naar Nederland. Aangekomen in oktober 1864 kon hij vrijwel direct een plaats vinden aan het Blindeninstituut in Amsterdam. Vanaf 1868 kon hij zijn lessen orgelspel aldaar naar een hoger niveau tillen. Tussen 1874 tot 1880 had hij verder les van Joannes Alexander Klerk, organist van de Oude Kerk in Delft. In die periode startte hij in 1877 als organist bij de Nederlands Hervormde Kerk te Pijnacker en vanaf 1885 bij de doopsgezinden in Leiden, een functie die hij tot circa 1925 zou bekleden. Daarna volgde nog drie jaar in Delft, alwaar hij al jaren pianostemmer was. Hij begeleidde tussen 1888 en 1904 het koor Zanglust, dat geleid werd door zijn broer. Voorts was hij kapelmeester bij Loge Silentium. Er werd aan het eind van zijn leven nog stilgestaan bij zijn langdurig uitoefenen van muziekpraktijk.
Behalve organist, schreef hij ook enkele werken, waaronder een orgelsonate.
Zijn overlijdensadvertentie doet melding van een noodlottig ongeval. Hij was met begeleider afwachtende op de tram aan een halte aan de Nordlaan toen zij werden aangereden door een automobilist. Van Thienen raakte zwaar gewond en overleed ter plekke of op weg naar het ziekenhuis in Arnhem.  Hij werd na transport begraven op Jaffa.